# I'm a Rebel (chanson)
I'm a Rebel est une chanson de hard rock écrite par Alexander Young (frère des guitaristes Angus et Malcolm Young).  À l'origine elle fut écrite pour le groupe AC/DC. Elle fut enregistrée en démo en 1976, mais n'a jamais figuré sur un album du groupe. La chanson sera plus tard reprise par le groupe Accept, en 1979, qui en fera un single ainsi que le titre d'ouverture de leur second album I'm a Rebel. Elle sera également reprise par les groupes allemands U.D.O. et Sodom, respectivement en 1998 et 1999.

## La version de AC/DC
La chanson titre a été à l'origine écrite en 1976 pour le groupe australien AC/DC, par Alexander Young,,. Ce dernier était le frère ainé des deux guitaristes du groupe. Elle fut enregistrée sous forme de démo, mais n'est jamais apparue sur un de leurs albums. Le chanteur Bon Scott était saoul lorsqu'il a enregistré la chanson. Cependant le guitariste d'Accept Wolf Hoffmann affirme que cet enregistrement originel était bien meilleur que la version jouée par Accept. L'enregistrement est resté dans les archives de Albert Production.

### Formation
- Bon Scott - Chant, batterie
- Angus Young - guitare solo
- Malcolm Young - guitar rythmique
- Alexander Young - basse

## La version d'Accept
Le groupe allemand Accept a enregistré la chanson en 1979. Elle est parue en 1980 en tant que single pour le second album I'm a Rebel. Elle figure en ouverture de l'album. C'est la version la plus connue de la chanson. Elle fut créditée sous le pseudo de "George Alexander" (pseudonyme d'Alexander Young).  Hoffmann évoque les circonstances qui les ont amené à interpréter cette chanson :

« Nous avons eu vent de ce morceau, explique le guitariste, par le biais de notre éditeur à Hambourg. Elle a été écrite par Alex Young, un des frères de Malcolm et Angus de AC/DC. Ils n'ont jamais sorti la chanson mais nous avions une cassette démo avec Bon Scott au chant. J'aimerais remettre la main sur cette cassette, mais je crains de l'avoir égarée après toutes ces années. »

Ils réaliseront leur premier clip pour cette chanson.

### Formation
- Udo Dirkschneider- Chant
- Wolf Hoffmann - Guitares
- Jörg Fischer - Guitares
- Peter Baltes - Basse & chant
- Stefan Kaufmann - Batterie

## La version d'U.D.O.
En 1998, le groupe allemand U.D.O. (qui comprend deux ex-membres du groupe Accept) a réinterprété la chanson sous une forme plus heavy dans leur album No Limits. La reprise figure aussi sur leur disque live Live from Russia.

### Formation sur l'album studio
- Udo Dirkschneider - Chant
- Stefan Kaufmann - Guitare
- Jürgen Graf - Guitare
- Fitty Wienhold - Basse
- Stefan Schwarzmann - Batterie

### Formation sur la version live
- Udo Dirkschneider - chant
- Stefan Kaufmann - guitare
- Igor Gianola — guitare
- Fitty Wienhold — basse
- Lorenzo Milani — batterie

## La version de Sodom
Le groupe de thrash allemand Sodom a également enregistré une version de la chanson en 1999, à l'occasion de la sortie du premier album tribute consacré à Accept. La version est plus énergique, marquée par des influences punk. Il est à noter que le tempo, le rythme et la structure harmonique du début de la chanson sont volontairement altérés pour créer un contraste avec le refrain et la suite de la chanson. Le début de la chanson se voit ainsi affecté d'un tempo lent et lourd proche des rythmiques du doom metal et une progression harmonique en triton, ce qui lui confère un aspect plus sombre et oppressant.

### Formation
- Tom Angelripper - chant, basse
- Bernemann aussi connu sous le pseudonyme "Mike Sodo" - guitare
- Bobby Schottkowski - batterie